# Прибрежно-цимшианский язык
Прибрежно-цимшианский язык (собственно цимшианский, смалгиах, смалгах, Coast Tsimshian, Chimmezyan, Tsimpshean, Zimshian, Sm'álgyax) — язык индейцев племени Северной Америки. Самоназвание Sm'álgyax буквально означает «настоящий язык». Язык используется на северо-западе провинции Британская Колумбия и на юго-востоке штата Аляска. Изначально язык не был распространён на Аляске, он попал туда благодаря американским миссионерам, и теперь на Аляске образовалась резервация индейцев этого племени.

## Генеалогическая информация
Прибрежный цимшианский является диалектом цимшианского. По одной из версий, цимшианские языки являются частью пенутийской макросемьи, идея о существовании которой была предложена Э. Сепиром, по другой — семья-изолят. Существует диалект прибрежного цимшианского языка — Sgüüx̣s, что буквально значит «близкий язык».

## Социолингвистическая информация
В настоящее время язык является вымирающим. По данным на 2001 год было обнаружено около 400 носителей, однако уже в 2003 эта предполагаемая цифра снизилась до 200 и менее носителей. Кроме того, большинство носителей — преклонного возраста (50-70 лет); в резервации индейцев на Аляске всего около 50 человек являются носителями этого языка (Данные лингвиста Tonya Stebbins). Для записи языка используется шрифт на основе латиницы. Все носители цимшианского языка двуязычны, они также говорят на английском языке.